# 샤론 린

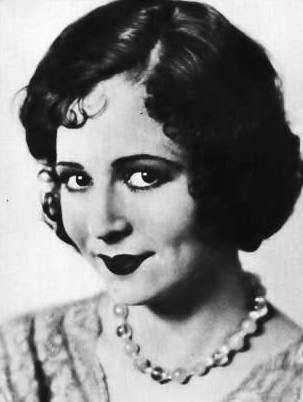

샤론 린(Sharon Lynn, 1901년 4월 9일 ~ 1963년 5월 26일)은 미국의 배우, 영화배우이다.
할리우드에서 사망하였다.

## 영화
- 고 인투 유어 댄스 (1935년)
- 빅 브로드캐스트 (1932년)
- 와일드 컴퍼니 (1930년)
- 교도소로 가다 (1930년)
- 서니 사이드 업 (1929년)
- 해피 데이즈 (1929년) - 본인 역
- 폭스 무비톤 폴리스 오브 1929 (1929년)